# The Masked Singer Austria
The Masked Singer Austria ist eine österreichische Musikshow, in der Prominente maskiert in Ganzkörperkostümen singen. Sie basiert auf dem südkoreanischen Format King of Mask Singer, das im Jahr 2015 seine Premiere feierte. Die österreichische Ausgabe startete am 14. März 2020 auf Puls 4 und wurde in der ersten Staffel von Arabella Kiesbauer moderiert. Am 19. März 2020 wurde bekannt, dass die Produktion aufgrund der COVID-19-Pandemie mit sofortiger Wirkung unterbrochen wird, da eine sichere Produktion nicht mehr zu gewährleisten sei. Die Sendung wurde am 15. September 2020 fortgesetzt.
Produziert wird sie, wie die deutsche Ausgabe der Show, von Endemol Shine Germany, wobei 4Entertainment ebenfalls an der Produktion mitwirkt. Genutzt wird dasselbe Studio in Köln, da ein eigenes Set in einer österreichischen Stadt für den Sender kostenintensiver wäre.

## Konzept
In jeder Show treten in Ganzkörperkostümen Prominente wie Sänger, Schauspieler oder Sportler mit einem selbst ausgewählten Lied in einem Gesangswettstreit gegeneinander an. Die Stimmen der Prominenten sind außerhalb des Singens zur Unkenntlichkeit verzerrt. Nach dem Auftritt soll die Jury erraten, welcher Prominente unter der Maske steckt. Dafür werden zu jedem der Kostümierten Gegenstände als Live-Indiz auf die Bühne gebracht und die Person sagt etwas dazu. Außerdem darf die Jury eine Frage stellen.
Nach jedem Duell oder Triell stimmt seit Folge 2 ein vor Ort, nicht öffentlich gezeigtes, extern ausgewähltes Zuschauerforum ab. In Folge 1 stimmten die Zuschauer live per Telefonvoting ab. Die Gewinner der Abstimmungen dürfen die Maske aufbehalten und an der nächsten Folge teilnehmen. Mit nochmaligem oder ohne nochmaliges Singen müssen die Verlierer auf die finale Abstimmung der jeweiligen Show warten. Der Sänger mit den wenigsten Stimmen muss seine Maske abnehmen und die Show verlassen. Die anderen nehmen weiter teil.

## Staffel 1 (2020)

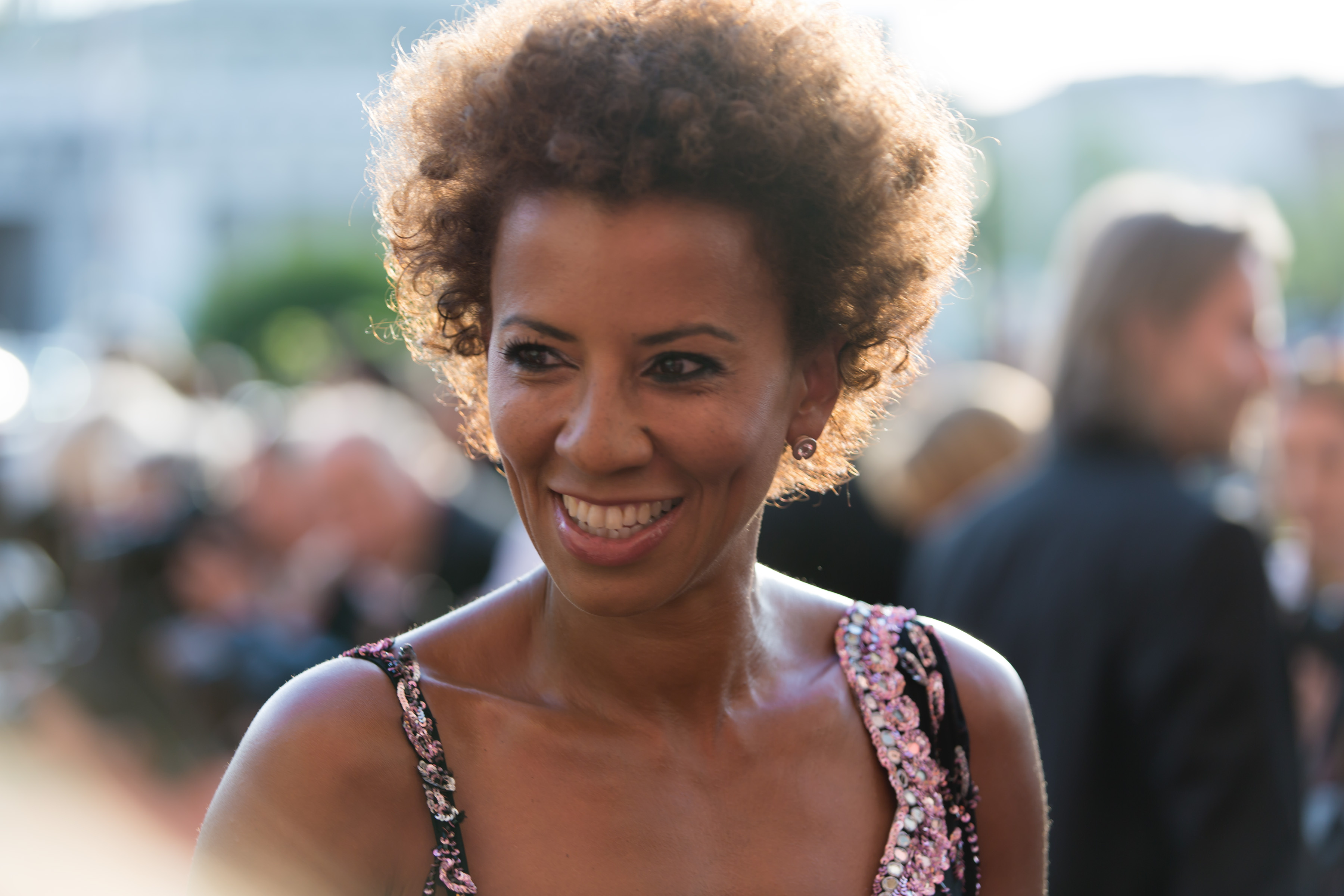
Moderatorin der 1. Staffel Arabella Kiesbauer

Die erste Staffel startete am 14. März 2020 auf Puls 4. Am 12. März gab der Sender bekannt, als Vorsichtsmaßnahme gegen die Ausbreitung des Coronavirus SARS-CoV-2 bis auf weiteres The Masked Singer Austria ohne Studiopublikum zu produzieren. Eine Woche später wurde die Produktion aufgrund der COVID-19-Pandemie gänzlich unterbrochen. Die weitere Ausstrahlung begann am 15. September, die jedoch nicht live produziert ist. Die Abstimmung übernahm ein repräsentatives Zuschauerforum.

### Rateteam
| Folge | Ständige Juroren | Ständige Juroren | Ständige Juroren | Gastmitglied  |
| ----- | ---------------- | ---------------- | ---------------- | ------------- |
| 1     | Elke Winkens     | Nathan Trent     | Sasa Schwarzjirg | Nazar         |
| 2     | Elke Winkens     | Nathan Trent     | Sasa Schwarzjirg | Hans Sigl     |
| 3     | Elke Winkens     | Nathan Trent     | Sasa Schwarzjirg | Josh.         |
| 4     | Elke Winkens     | Nathan Trent     | Sasa Schwarzjirg | Cesár Sampson |
| 5     | Elke Winkens     | Nathan Trent     | Sasa Schwarzjirg | Gery Seidl    |
| 6     | Elke Winkens     | Nathan Trent     | Sasa Schwarzjirg | Manuel Rubey  |

### Teilnehmer

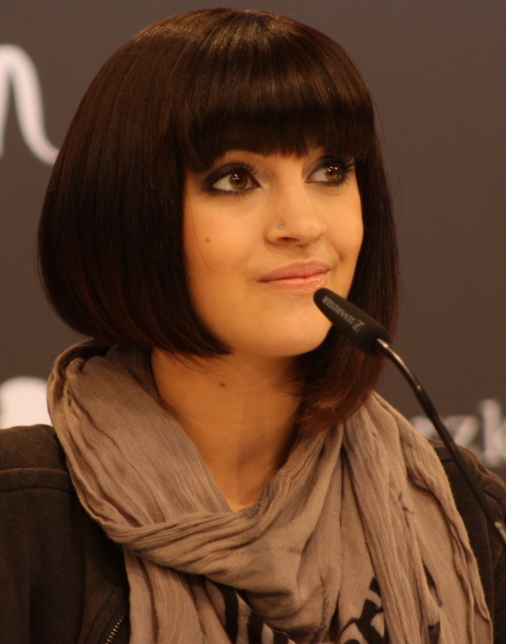
Nadine Beiler – Siegerin der ersten Staffel

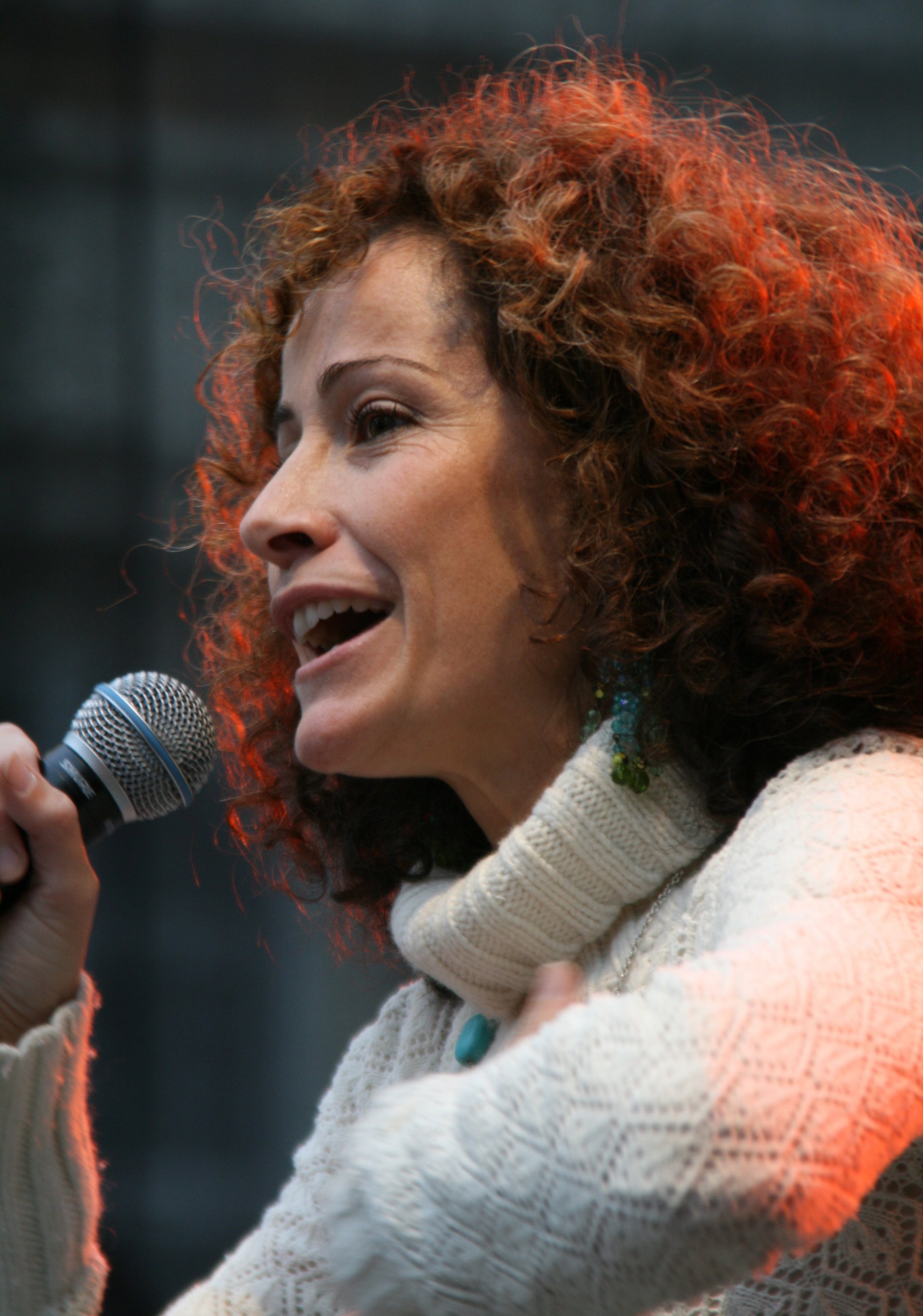
Sandra Pires – Siegerin der zweiten Staffel

| Platz | Kostüm        | Person             | Bekannt als                        | Aus in Folge | Quelle |
| ----- | ------------- | ------------------ | ---------------------------------- | ------------ | ------ |
| 1     | Yeti          | Nadine Beiler      | Sängerin                           | 6            | [ 9 ]  |
| 2     | Lipizzaner    | Simone Stelzer     | Sängerin, Schauspielerin           | 6            | [ 9 ]  |
| 3     | Geistergräfin | Nina Proll         | Schauspielerin, Sängerin, Tänzerin | 6            | [ 9 ]  |
| 4     | Karpfen       | Rainer Schönfelder | Skirennläufer, Unternehmer         | 5            | [ 10 ] |
| 5     | Klimaheld     | Lukas Plöchl       | Rapper                             | 4            | [ 11 ] |
| 6     | Katze         | Sabine Petzl       | Schauspielerin, Moderatorin        | 3            | [ 12 ] |
| 7     | Steinbock     | Alfons Haider      | Schauspieler, Sänger, Moderator    | 2            | [ 13 ] |
| 8     | Falke         | James Cottriall    | Musiker                            | 1            | [ 14 ] |

### Folgen
|   | Kostüm        | Lied, Originalinterpret                     | Ergebnis      |
| - | ------------- | ------------------------------------------- | ------------- |
| 1 | Falke         | Junge Roemer – Falco                        | Ausgeschieden |
| 2 | Geistergräfin | Take Me to Church – Hozier                  | Gewonnen      |
|   |               |                                             |               |
| 3 | Karpfen       | Diamonds – Rihanna                          | Vielleicht    |
| 4 | Katze         | Your Song – Elton John                      | Gewonnen      |
|   |               |                                             |               |
| 5 | Klimaheld     | Formidable – Stromae                        | Gewonnen      |
| 6 | Steinbock     | Girl, You'll Be a Woman Soon – Neil Diamond | Vielleicht    |
|   |               |                                             |               |
| 7 | Lipizzaner    | Listen to Your Heart – Roxette              | Gewonnen      |
| 8 | Yeti          | Supergirl – Reamonn                         | Vielleicht    |

|   | Kostüm        | Lied, Originalinterpret        | Ergebnis      |
| - | ------------- | ------------------------------ | ------------- |
| 1 | Lipizzaner    | Ex's & Oh's – Elle King        | Gewonnen      |
| 2 | Steinbock     | The Final Countdown – Europe   | Ausgeschieden |
| 3 | Geistergräfin | No Time to Die – Billie Eilish | Gewonnen      |
|   |               |                                |               |
| 4 | Karpfen       | Lady Marmalade – Labelle       | Gewonnen      |
| 5 | Klimaheld     | Skinny Love – Bon Iver         | Vielleicht    |
|   |               |                                |               |
| 6 | Yeti          | Mercy – Duffy                  | Gewonnen      |
| 7 | Katze         | Memory – Cats                  | Vielleicht    |

|   | Kostüm        | Lied, Originalinterpret                                         | Ergebnis      |
| - | ------------- | --------------------------------------------------------------- | ------------- |
| 1 | Katze         | Ich will immer wieder ... dieses Fieber spür'n – Helene Fischer | Vielleicht    |
| 2 | Lipizzaner    | Wrecking Ball – Miley Cyrus                                     | Gewonnen      |
|   |               |                                                                 |               |
| 3 | Karpfen       | Ai Se Eu Te Pego! – Michel Teló                                 | Vielleicht    |
| 4 | Yeti          | Valerie – Mark Ronson ft. Amy Winehouse                         | Gewonnen      |
|   |               |                                                                 |               |
| 5 | Geistergräfin | Heart of Glass – Blondie                                        | Gewonnen      |
| 6 | Klimaheld     | Out of the Dark – Falco                                         | Vielleicht    |
|   |               |                                                                 |               |
| 7 | Katze         | Believe – Cher                                                  | Ausgeschieden |
| 8 | Karpfen       | I Kissed a Girl – Katy Perry                                    | Gewonnen      |
| 9 | Klimaheld     | Say Something – A Great Big World, Christina Aguilera           | Gewonnen      |

|   | Kostüm        | Lied, Originalinterpret                      | Ergebnis      |
| - | ------------- | -------------------------------------------- | ------------- |
| 1 | Karpfen       | Alles nur geklaut – Die Prinzen              | Vielleicht    |
| 2 | Klimaheld     | Fix You – Coldplay                           | Vielleicht    |
| 3 | Lipizzaner    | Man! I Feel Like a Woman – Shania Twain      | Gewonnen      |
|   |               |                                              |               |
| 4 | Geistergräfin | It’s a Man’s Man’s Man’s World – James Brown | Vielleicht    |
| 5 | Yeti          | Rise Like a Phoenix – Conchita Wurst         | Gewonnen      |
|   |               |                                              |               |
| 6 | Karpfen       | In the Ghetto – Elvis Presley                | Gewonnen      |
| 7 | Klimaheld     | Love Me like You Do – Ellie Goulding         | Ausgeschieden |
| 8 | Geistergräfin | Because of You – Kelly Clarkson              | Gewonnen      |

|   | Kostüm        | Lied, Originalinterpret            | Ergebnis      |
| - | ------------- | ---------------------------------- | ------------- |
| 1 | Yeti          | Elastic Heart – Sia                | Gewonnen      |
| 2 | Karpfen       | Faith – George Michael             | Vielleicht    |
|   |               |                                    |               |
| 3 | Geistergräfin | Because the Night – Patti Smith    | Gewonnen      |
| 4 | Lipizzaner    | Bad Romance – Lady Gaga            | Vielleicht    |
|   |               |                                    |               |
| 5 | Karpfen       | Just a Gigolo – Irving Caesar      | Ausgeschieden |
| 6 | Lipizzaner    | L'amour toujours – Gigi D'Agostino | Gewonnen      |

|   | Kostüm        | Lied, Originalinterpret              | Ergebnis      |
| - | ------------- | ------------------------------------ | ------------- |
| 1 | Geistergräfin | Cry Me a River – Justin Timberlake   | Ausgeschieden |
| 2 | Lipizzaner    | Cordula Grün – Josh.                 | Gewonnen      |
| 3 | Yeti          | Creep – Radiohead                    | Gewonnen      |
|   |               |                                      |               |
| 4 | Lipizzaner    | Wrecking Ball – Miley Cyrus          | Ausgeschieden |
| 5 | Yeti          | Rise Like a Phoenix – Conchita Wurst | Gewonnen      |

## Staffel 2 (2021)

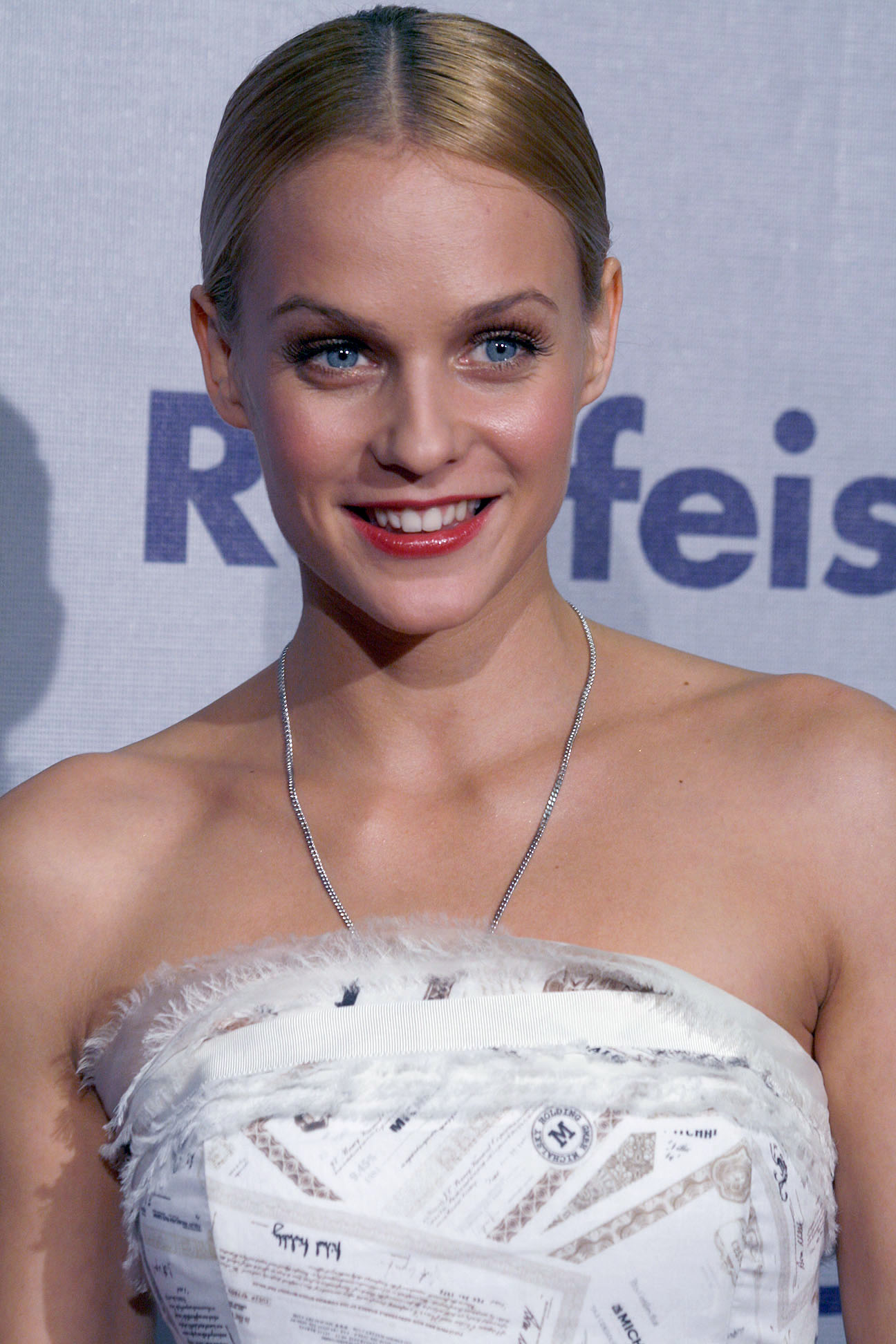
Moderatorin der 2. Staffel Mirjam Weichselbraun

Am 14. Oktober 2020 kündigte ProSiebenSat.1 Puls4 eine zweite Staffel für 2021 an. Diese wurde von Mirjam Weichselbraun moderiert.
Am 19. Januar 2021 wurde bekannt, dass die zweite Staffel ab dem 15. Februar 2021 ausgestrahlt werde. Die Folgen wurden jedoch nicht live, sondern vorproduziert und somit nur Live on Tape, ausgestrahlt.

### Rateteam
| Folge | Ständige Juroren | Ständige Juroren   | Ständige Juroren | Gastmitglied     |
| ----- | ---------------- | ------------------ | ---------------- | ---------------- |
| 1     | Elke Winkens     | Rainer Schönfelder | Sasa Schwarzjirg | Felix Neureuther |
| 2     | Elke Winkens     | Rainer Schönfelder | Sasa Schwarzjirg | Nina Proll       |
| 3     | Elke Winkens     | Rainer Schönfelder | Sasa Schwarzjirg | Andy Borg        |
| 4     | Elke Winkens     | Rainer Schönfelder | Sasa Schwarzjirg | Josh.            |
| 5     | Elke Winkens     | Rainer Schönfelder | Sasa Schwarzjirg | Ina Regen        |
| 6     | Elke Winkens     | Rainer Schönfelder | Sasa Schwarzjirg | Nadine Beiler    |

### Teilnehmer
| Platz | Kostüm       | Person              | Bekannt als                         | Aus in Folge | Quelle |
| ----- | ------------ | ------------------- | ----------------------------------- | ------------ | ------ |
| 1     | Babyelefant  | Sandra Pires        | Sängerin                            | 6            | [ 19 ] |
| 2     | Donaunymphe  | Edita Malovčić      | Schauspielerin, Singer-Songwriterin | 6            | [ 20 ] |
| 3     | Gelse        | Jakob Seeböck       | Schauspieler                        | 6            | [ 21 ] |
| 4     | Frechdachs   | Cesár Sampson       | Sänger                              | 5            | [ 22 ] |
| 5     | Weintraube   | Lizz Görgl          | Skirennläuferin, Sängerin           | 5            | [ 23 ] |
| 6     | Wackeldackel | Robert Almer        | Fußballspieler                      | 4            | [ 24 ] |
| 7     | Germknödel   | Roberto Blanco      | Sänger, Schauspieler, Entertainer   | 3            | [ 25 ] |
| 8     | Schaf        | Nicole Beutler      | Schauspielerin                      | 2            | [ 26 ] |
| 9     | Wildschwein  | Klaus Eberhartinger | Sänger, Moderator, Schauspieler     | 1            | [ 27 ] |

### Folgen
|   | Kostüm       | Lied, Originalinterpret                          | Ergebnis      |
| - | ------------ | ------------------------------------------------ | ------------- |
| 1 | Gelse        | Easy – Faith No More & Gangnam Style – Psy       | Gewonnen      |
| 2 | Babyelefant  | The Lion Sleeps Tonight                          | Vielleicht    |
|   |              |                                                  |               |
| 3 | Donaunymphe  | Toxic – Britney Spears                           | Gewonnen      |
| 4 | Schaf        | These Boots Are Made for Walkin' – Nancy Sinatra | Vielleicht    |
|   |              |                                                  |               |
| 5 | Frechdachs   | Welcome to the Jungle – Guns n Roses             | Vielleicht    |
| 6 | Wackeldackel | Kabinenparty – Skero                             | Gewonnen      |
|   |              |                                                  |               |
| 7 | Wildschwein  | Behind Blue Eyes – Limp Bizkit                   | Ausgeschieden |
| 8 | Weintraube   | Je Veux – Zaz                                    | Gewonnen      |
| 9 | Germknödel   | Caruso – Lucio Dalla                             | Gewonnen      |

|   | Kostüm       | Lied, Originalinterpret                                                          | Ergebnis      |
| - | ------------ | -------------------------------------------------------------------------------- | ------------- |
| 1 | Donaunymphe  | Don't Start Now – Dua Lipa                                                       | Gewonnen      |
| 2 | Germknödel   | Cotton Eye Joe – Rednex                                                          | Vielleicht    |
|   |              |                                                                                  |               |
| 3 | Weintraube   | I Wanna Be Loved by You – Marilyn Monroe & Schöner fremder Mann – Connie Francis | Gewonnen      |
| 4 | Wackeldackel | Daddy Cool & Sunny – Boney M                                                     | Vielleicht    |
|   |              |                                                                                  |               |
| 5 | Gelse        | Bungalow – Bilderbuch                                                            | Gewonnen      |
| 6 | Schaf        | Time Warp – E.A. Smith                                                           | Ausgeschieden |
|   |              |                                                                                  |               |
| 7 | Babyelefant  | Dancing Queen – ABBA                                                             | Vielleicht    |
| 8 | Frechdachs   | Every You Every Me – Placebo                                                     | Gewonnen      |

|   | Kostüm       | Lied, Originalinterpret            | Ergebnis      |
| - | ------------ | ---------------------------------- | ------------- |
| 1 | Frechdachs   | The Real Slim Shady – Eminem       | Gewonnen      |
| 2 | Gelse        | Last Resort – Papa Roach           | Vielleicht    |
| 3 | Wackeldackel | Hollywood – Gigi D'Agostino        | Gewonnen      |
|   |              |                                    |               |
| 4 | Donaunymphe  | Mother – Danzig                    | Gewonnen      |
| 5 | Weintraube   | Underdog – Alicia Keys             | Vielleicht    |
|   |              |                                    |               |
| 6 | Germknödel   | Fly Me To The Moon – Frank Sinatra | Ausgeschieden |
| 7 | Babyelefant  | Engel – Rammstein                  | Gewonnen      |

|          | Kostüm       | Lied, Originalinterpret                                                     | Ergebnis      |
| -------- | ------------ | --------------------------------------------------------------------------- | ------------- |
| 1        | Weintraube   | A Little Party Never Killed Nobody – Fergie                                 | Vielleicht    |
| 2        | Babyelefant  | Somewhere over the Rainbow / What a Wonderful World – Israel Kamakawiwoʻole | Gewonnen      |
|          |              |                                                                             |               |
| 3        | Wackeldackel | Was du Liebe nennst – Bausa                                                 | Vielleicht    |
| 4        | Frechdachs   | Figaro – Luciano Pavarotti                                                  | Gewonnen      |
|          |              |                                                                             |               |
| 5        | Gelse        | … Baby One More Time – Britney Spears                                       | Vielleicht    |
| 6        | Donaunymphe  | Time After Time – Cyndi Lauper                                              | Gewonnen      |
| Sing-Off |              |                                                                             |               |
| 7        | Weintraube   | Feeling Good – Nina Simone & Muse                                           | Gewonnen      |
| 8        | Wackeldackel | I’m Still Standing – Elton John                                             | Ausgeschieden |
| 9        | Gelse        | Ham kummst – Seiler und Speer                                               | Gewonnen      |

|          | Kostüm      | Lied, Originalinterpret                                         | Ergebnis      |
| -------- | ----------- | --------------------------------------------------------------- | ------------- |
| 1        | Babyelefant | Bohemian Rhapsody – Queen                                       | Gewonnen      |
| 2        | Gelse       | Sweet Dreams – Marilyn Manson/Eurythmics                        | Gewonnen      |
| 3        | Weintraube  | I Will Follow Him – Peggy March                                 | Ausgeschieden |
| 4        | Donaunymphe | Frozen & Hung Up – Madonna                                      | Gewonnen      |
| 5        | Frechdachs  | Wild World – Cat Stevens                                        | Gewonnen      |
| Sing-Off |             |                                                                 |               |
| 6        | Babyelefant | One Moment in Time – Whitney Houston                            | Gewonnen      |
| 7        | Gelse       | Word Up – Korn                                                  | Vielleicht    |
|          |             |                                                                 |               |
| 8        | Donaunymphe | Ohne dich (schlaf ich heut Nacht nicht ein) – Münchner Freiheit | Gewonnen      |
| 9        | Frechdachs  | Jailhouse Rock – Elvis Presley                                  | Ausgeschieden |

|   | Kostüm        | Lied, Originalinterpret                  | Ergebnis      |
| - | ------------- | ---------------------------------------- | ------------- |
| 1 | Donaunymphe   | Freed from Desire – Gala                 | Gewonnen      |
| 2 | Gelse         | Under the Bridge – Red Hot Chili Peppers | Ausgeschieden |
| 3 | Babyelelefant | Never Enough – Loren Allred              | Gewonnen      |
|   |               |                                          |               |
| 4 | Donaunymphe   | Toxic – Britney Spears                   | Ausgeschieden |
| 5 | Babyelelefant | Bohemian Rhapsody – Queen                | Gewonnen      |

## Staffel 3
Am Ende der zweiten Staffel kündigte Moderatorin Mirjam Weichselbraun eine dritte Staffel an, die bisher nicht stattfand.

## Rezeption

### Einschaltquoten
| Folge | Datum              | Zuschauer | Zuschauer       | Marktanteil | Marktanteil     | Quelle               |
| Folge | Datum              | Gesamt    | 12 bis 49 Jahre | Gesamt      | 12 bis 49 Jahre | Quelle               |
| ----- | ------------------ | --------- | --------------- | ----------- | --------------- | -------------------- |
| 1     | 14. März 2020      | 311 Tsd.  | 236 Tsd.        | –           | 18,3 %          | [ 28 ] [ 29 ]        |
| 2     | 15. September 2020 | 182 Tsd.  | 125 Tsd.        | –           | 12,4 %          | [ 30 ] [ 31 ]        |
| 3     | 22. September 2020 | 141 Tsd.  | 86 Tsd.         | –           | 8,8 %           | [ 32 ] [ 33 ]        |
| 4     | 29. September 2020 | 175 Tsd.  | 101 Tsd.        | –           | 9,8 %           | [ 34 ] [ 35 ]        |
| 5     | 6. Oktober 2020    | 183 Tsd.  | 99 Tsd.         | –           | 9,3 %           | [ 36 ] [ 37 ]        |
| 6     | 13. Oktober 2020   | 292 Tsd.  | 166 Tsd.        | –           | 16,1 %          | [ 38 ] [ 39 ] [ 40 ] |

| Folge | Datum            | Zuschauer | Zuschauer       | Marktanteil | Marktanteil     | Quelle        |
| Folge | Datum            | Gesamt    | 12 bis 49 Jahre | Gesamt      | 12 bis 49 Jahre | Quelle        |
| ----- | ---------------- | --------- | --------------- | ----------- | --------------- | ------------- |
| 1     | 15. Februar 2021 | 214 Tsd.  | 121 Tsd.        | –           | 11,6 %          | [ 41 ] [ 42 ] |
| 2     | 22. Februar 2021 | 242 Tsd.  | 128 Tsd.        | –           | 13,0 %          | [ 43 ] [ 44 ] |
| 3     | 01. März 2021    | 221 Tsd.  | 104 Tsd.        | –           | 9,5 %           | [ 45 ] [ 46 ] |
| 4     | 08. März 2021    | 214 Tsd.  | 102 Tsd.        | –           | 9,0 %           | [ 47 ] [ 48 ] |
| 5     | 15. März 2021    | 240 Tsd.  | 107 Tsd.        | –           | 10,7 %          | [ 49 ] [ 50 ] |